# میدان کنگره
میدان کنگره (اسلوونیایی: Kongresni trg) یکی از میدان‌های مرکزی در لیوبلیانا، پایتخت اسلوونی است. در اواخر دهه ۱۹۳۰، میدان توسط معمار برجسته اسلوونیایی یوژه پلجنیک بازسازی شد. از اوت ۲۰۲۱، این میدان به عنوان بخشی از میراث پلچنیک در فهرست میراث جهانی یونسکو ثبت شده است.